# Le Singe velu
Pour plus de détails, voir Fiche technique et Distribution.
Le Singe velu (The Hairy Ape) est un film américain réalisé par Alfred Santell, sorti en 1944. Le film est adapté de la pièce d'Eugene O'Neill.

## Synopsis
Hank Smith a beau être une montagne de muscles, il n'en demeure pas moins un être très sensible. Ainsi, lorsque la belle mondaine gâtée Mildred Douglas l’insulte d'être un singe poilu, il se sent profondément blessé. Smith veut se venger de l’insulte mais après y avoir réfléchi, il est plus confus qu’autre chose. Après l’accostage de son navire, il part en ville pour retrouver la femme riche et découvrir le sens de ses mots durs.

## Fiche technique
- Titre original : The Hairy Ape
- Titre français : Le Singe velu
- Réalisation : Alfred Santell
- Scénario : Robert Hardy Andrews et Decla Dunning d'après la pièce d'Eugene O'Neill
- Photographie : Lucien Andriot
- Musique : Michel Michelet
- Pays d'origine : États-Unis
- Format : Noir et blanc - 1,37:1 - Mono
- Genre : drame
- Date de sortie : 1944

## Distribution
- William Bendix : Hank Smith
- Susan Hayward : Mildred Douglas
- John Loder : Tony Lazar
- Dorothy Comingore : Helen Parker
- Roman Bohnen : Paddy
- Tom Fadden : Long
- Alan Napier : MacDougald